# بريان غوميز
بريان غوميز (بالإسبانية: Bryan Gomez) هو دراج كولومبي، ولد في 19 نوفمبر 1994 في Tuluá ‏ في كولومبيا.

## وصلات خارجية
- بريان غوميز على موقع الاتحاد الدولي للدراجات (الإنجليزية)
- بريان غوميز على موقع أرشيف الدراجات (الإنجليزية)
- بريان غوميز على موقع إحصائيات الدراجات الإحترافية (الإنجليزية)